# Mercedes Ruehl
Mercedes Ruehl (n. 28 februarie 1948, New York City, New York, SUA) este o actriță de origine americană, cunoscută pentru interpretarea rolului Sylvia Guerrero din filmul O fată ca mine.

## Filmografie
- Delicte și fărădelegi (1989)